# Tarenna macroptera
Tarenna macroptera är en måreväxtart som först beskrevs av Friedrich Anton Wilhelm Miquel, och fick sitt nu gällande namn av Cornelis Eliza Bertus Bremekamp. Tarenna macroptera ingår i släktet Tarenna och familjen måreväxter. Inga underarter finns listade i Catalogue of Life.